# Commerce de Paris
Cet article concerne le « Commerce de Paris ». Pour d'autres bâtiments ayant porté l'un de ses noms, voir Ville de Paris, Borda et Vulcain.
Conçu par Jacques-Noël Sané, le Commerce de Paris est un navire de ligne à trois ponts de 110 canons de la Marine nationale française, premier navire de la classe du même nom (en), dont la construction débuta en décembre 1804 et qui fut lancé en août 1806.

## Carrière
Ce bâtiment est un don que les commerçants de Paris firent à la République française le 27 mai 1803 et qui porta d'abord le nom de Ville de Paris avant d'être rebaptisé Commerce de Paris le 21 novembre 1804. Le vaisseau Iéna et lui sont les deux seuls vaisseaux trois-ponts de 110 canons de la classe Commerce de Paris qui furent achevés : quatre autres vaisseaux de cette classe furent mis en chantier mais ne furent jamais achevés, et la commande de deux autres fut annulée.

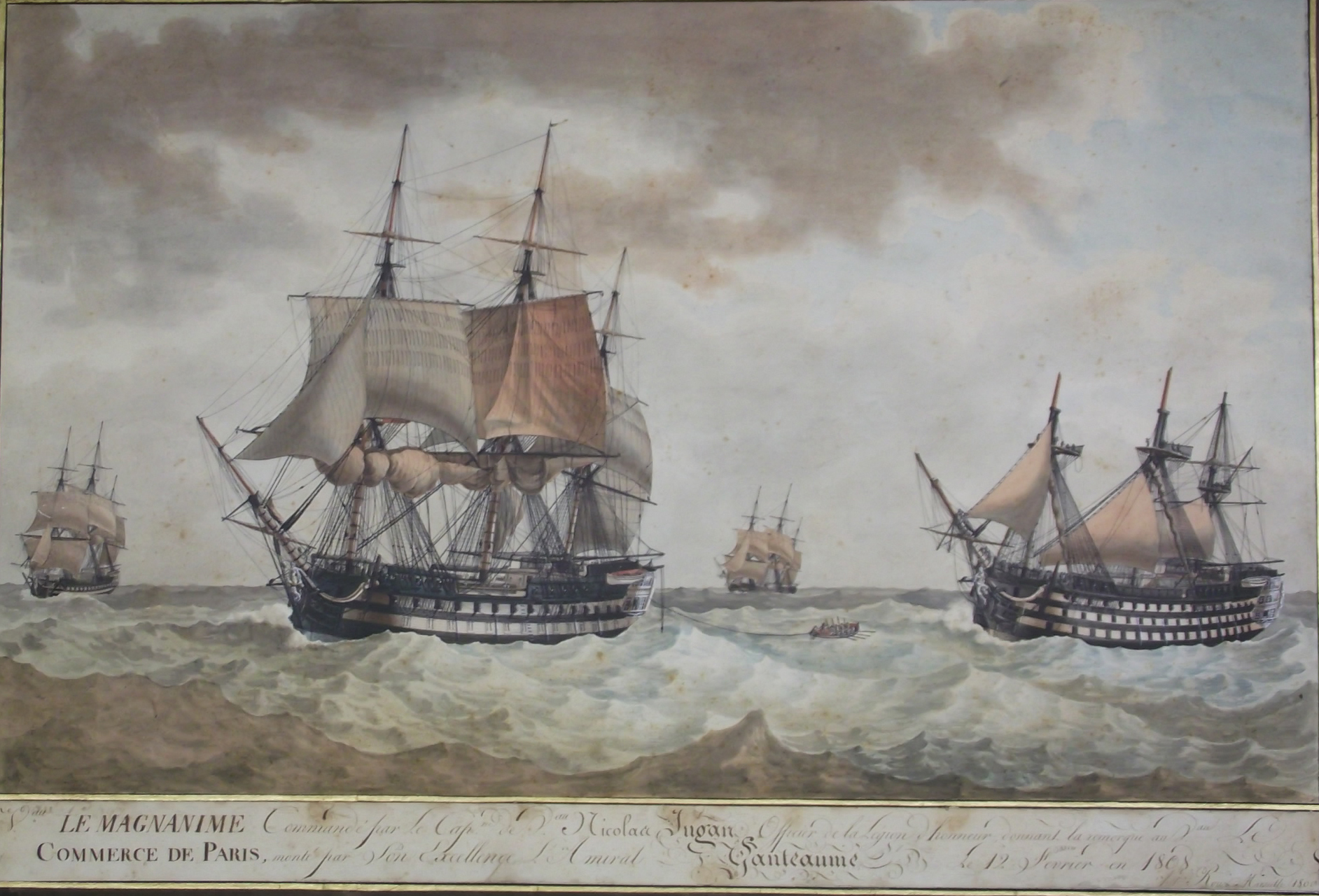
Le Magnanime donne la remorque au Commerce de Paris le 12 février 1808, aquarelle d'Ange-Joseph Antoine Roux, 1809.

En 1808 et dans les premiers mois de 1809, le Commerce de Paris fut commandé par le capitaine de vaisseau Violette. Il fut aussi dans le même temps l'amiral de l'escadre de la Méditerranée : le vice-amiral Ganteaume et le contre-amiral Julien Marie Cosmao-Kerjulien montèrent donc à son bord,. En 1809, Ganteaume passa au Majestueux. En juin 1809, le commandement du Commerce de Paris fut transmis au capitaine Brouard.
Le 29 août 1814, après les Cent-Jours, le bâtiment appareilla à Toulon pour Brest avec l'Austerlitz et le Wagram et y fut désarmé en décembre.
De 1822 à 1825, il fut rasé d'une batterie. Il fut rebaptisé Commerce en 1830, puis Borda en 1839. Il servit de bâtiment-école à l'École navale à partir de 1840. Renommé Vulcain en 1863, il servit de bâtiment-amiral de la réserve avant d'être condamné en avril 1884, puis démoli en 1885.

## Personnalités ayant servi sur le navire
- Georges Henri Marie Nicolas André (1865-1915) alors aspirant et le navire dénommé alors Borda.

## Sources et références